# Zucchetti Kos Tennis Cup 2006
Lo Zucchetti Kos Tennis Cup 2006 è stato un torneo di tennis facente parte della categoria ATP Challenger Series nell'ambito dell'ATP Challenger Series 2006. Il torneo si è giocato a Cordenons in Italia dal 14 al 20 agosto 2006 su campi in terra rossa.

## Vincitori

### Singolare
Konstantinos Economidis ha battuto in finale  Mathieu Montcourt con il punteggio di 6–3, 6–2

### Doppio
Francesco Aldi /  Lovro Zovko hanno battuto in finale  Marco Crugnola /  Marco Pedrini con il punteggio di 6–4, 6–3